# Erythrosuchidae
Az Erythrosuchidae (jelentése 'vörös krokodilok') az archosauromorphák egyik családja, amelybe a kora triász időszak olenyoki korszakától a középső triász anisusi korszakáig élt nagy méretű bazális húsevők tartoztak. Fosszilis maradványaik Dél-Afrikából (a Karoo Medencében levő Beaufort Csoportból), valamint az oroszországi Perm területéről és Kínából kerültek elő. Koruk csúcsragadozói voltak, testhosszuk elérte a 2,5–5 métert. A legnagyobb képviselőik, például az Erythrosuchus koponyája egy méteresre is megnőtt. Nagy méretű kortársaik a kannemeyeriida dicynodontiák kétségtelenül a fő zsákmányállataik közé tartoztak, azonban az első erythrosuchidák a kannemeyeriidáknál valamivel korábban tűnnek fel a fosszilis rekordban, így feltehetően más állatokkal is táplálkoztak.
Az Erythrosuchidae-t korábban a Proterosuchia alrend thecodontiái közé sorolták be. A mai őslénykutatók azonban kladisztikai megközelítést alkalmaznak, így már nem használják ezt a besorolást. Eszerint az erythrosuchidák egy Archosauriformes klád, amely egy archosaurus külcsoportot alkot. A biztosan ide tartozó archosaurusok autapomorfiái, köztük a háromágú medenceöv, a negyedik tompor és a negyediknél hosszabb harmadik lábközépcsont arra utalnak, hogy az erythrosuchidák közelebb álltak az igazi archosaurusokhoz, mint a Proterosuchidae családhoz, melyek nem rendelkeztek ezekkel a jellemzőkkel.
Ezáltal az Erythrosuchidae átmeneti evolúciós helyet tölt be a legkezdetlegesebb archosauriformesek és a fejlettebb triász időszaki archosaurusok között.

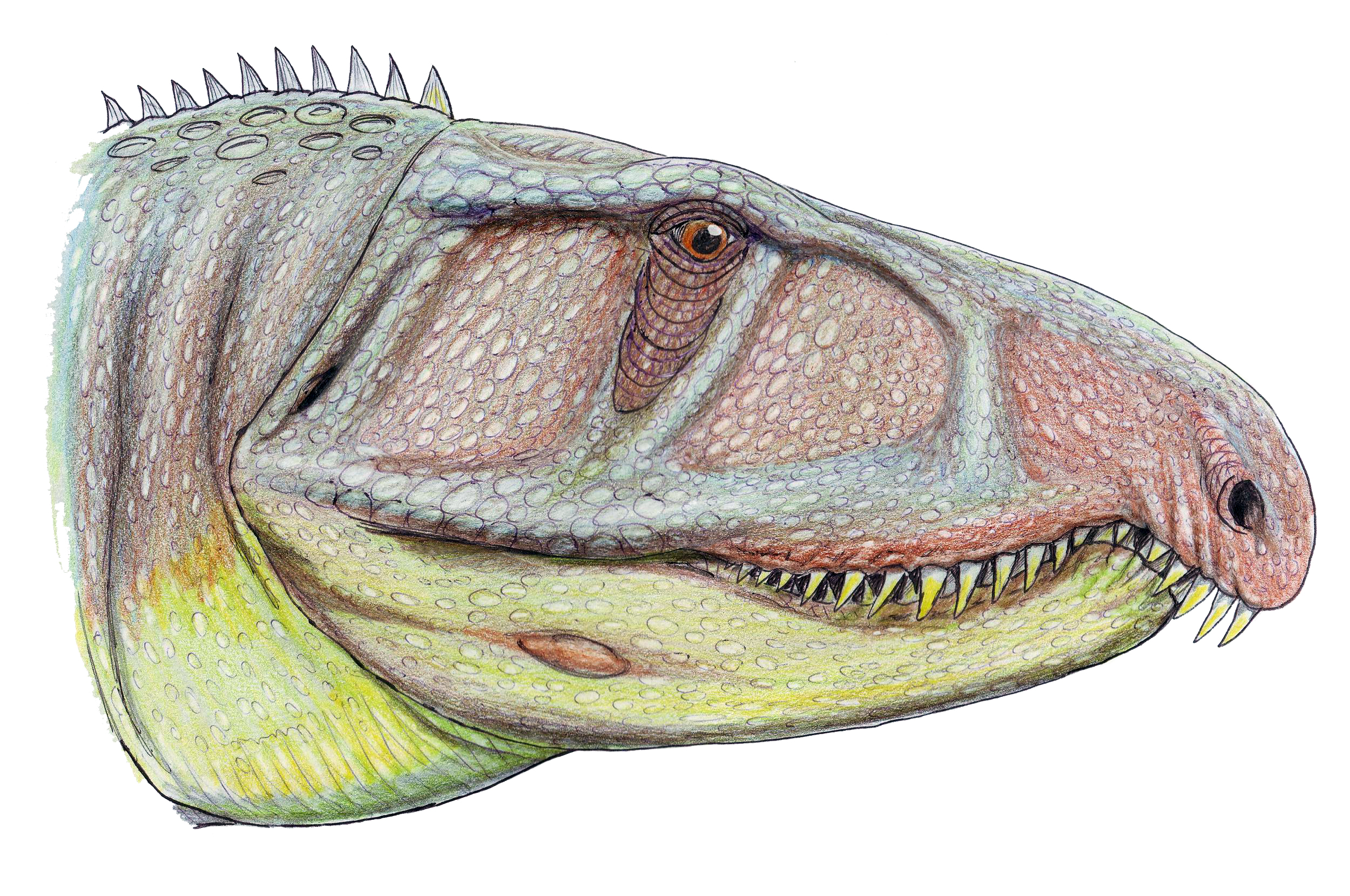
Az Uralosaurus fejének rekonstrukciója

## Taxonómia
| Nem           | Státusz   | Kor                                                                | Lelőhely    | Leírás                                                                                  | Kép |
| ------------- | --------- | ------------------------------------------------------------------ | ----------- | --------------------------------------------------------------------------------------- | --- |
| Erythrosuchus | Érvényes. | Középső triász időszak, anisusi korszak, 240 millió évvel ezelőtt  | Dél-Afrika  | Egy közel egy méteres koponya alapján ismert, körülbelül 4,5–5 méter hosszúságú húsevő. |     |
| Fugusuchus    | Érvényes. | Középső triász időszak, anisusi korszak, 240 millió évvel ezelőtt  | Oroszország |                                                                                         |     |
| Garjainia     | Érvényes. | Középső triász időszak, olenyoki korszak, 248 millió évvel ezelőtt | Oroszország | Az egyik legelső erythrosuchida. A hosszúsága 1,5–2 méter.                              |     |
| Shansisuchus  | Érvényes. | Középső triász időszak, olenyoki korszak, 248 millió évvel ezelőtt | Kína        | Erős állkapoccsal rendelkező, körülbelül 2,5 méter hosszúságú ragadozó.                 |     |
| Vjushkovia    | Érvényes. | Középső triász időszak, anisusi korszak, 240 millió évvel ezelőtt  | Oroszország |                                                                                         |     |

## Fordítás
- Ez a szócikk részben vagy egészben az Erythrosuchidae című angol Wikipédia-szócikk ezen változatának fordításán alapul.  Az eredeti cikk szerkesztőit annak laptörténete sorolja fel. Ez a jelzés csupán a megfogalmazás eredetét és a szerzői jogokat jelzi, nem szolgál a cikkben szereplő információk forrásmegjelöléseként.